# Петлюк, Екатерина Алексеевна
Екатери́на Алексе́евна Петлю́к (1919—1998) — советский танкист, участница Великой Отечественной войны. В годы войны — механик-водитель именного лёгкого танка Т-60 — «Малютка», построенного на деньги дошкольников города Омска. Гвардии младший лейтенант.

## Биография

### Ранние годы
Родилась 16 ноября 1919 года в станице Слободка Тираспольского уезда Херсонской губернии (ныне Кодымского района Одесской области, Украина) в семье потомственного железнодорожника. Украинка. Отец — Алексей Захарович Петлюк, в семье было две дочери.
Закончила Крыжопольскую среднюю школу. Мечтала стать лётчиком, поэтому отправилась в Одессу в школу пилотов имени Полины Осипенко. Однако с ростом 151 см медицинская комиссия не допустила её. Несмотря на этот отказ, Петлюк поступила в аэроклуб, где стала пилотом запаса и инструктором парашютного спорта. Помимо того, обучалась в кружке ПВХО, окончила курсы медицинских сестёр при заводе имени Октябрьской революции
В конце 1930-х годов семья Петлюк переехала в Рыбницу (ныне Приднестровская Молдавская Республика). Екатерина сначала вернулась к родителям — однако в этом небольшом городке не было аэроклуба, и вскоре она уехала в Кировоград, где аэроклуб был. В то время на железной дороге не хватало помощников машинистов и кочегаров, и она решила приобрести ещё одну «мужскую» профессию — стать кочегаром. Также ездила по области с самодеятельным театром клуба железнодорожников, играла Христину в пьесе А. Е. Корнейчука «Платон Кречет».

### Укладчик парашютов
На второй день Великой Отечественной войны, 24 июня 1941 года, Е. А. Петлюк отправилась в военкомат, откуда была направлена в действующую армию техником-укладчиком парашютов. Отступая со своей воинской частью, Екатерина узнала, что Рыбница, где осталась её семья, захвачена немецкими войсками. Когда среди военнослужащих начался отбор для подпольной работы в оккупированной Кировоградской области, кандидатура Екатерины была отклонена, так как её как комсомольскую активистку многие местные жители знали в лицо.

### Механик-водитель танка «Малютка»
В Сталинграде Е. А. Петлюк решила стать танкисткой: «на танке быстрее немцев с Украины прогоним». Однако в комиссии по отбору добровольцев в школу танкистов к ней отнеслись скептически, так как у неё, в том числе, не было профильного опыта работы трактористом или шофёром. Тем не менее ей не смогли отказать, и Екатерина была зачислена в полковую танковую школу — ей предстояло за месяц стать механиком-водителем «с нуля», не имея никакой предварительной подготовки. После войны бывший заместитель начальника школы И. X. Гуткин признался: комиссия была уверена, что Екатерина не выдержит нагрузки и откажется сама, либо не сможет сдать экзамен — в частности, сам Гуткин имел задание «срезать» её на экзамене. Также ей предлагали перевестись на курсы младших политруков. Однако благодаря своей настойчивости и опыту учёбы в аэроклубе, она освоила профессию механика-водителя танка, войдя в число восьми круглых отличников из 30 выпускников. Екатерине было присвоено звание старшего сержанта и специальность «механик-водитель танка».
Отказавшись от предложения остаться в школе инструктором, 2 июля 1942 года старший сержант Е. А. Петлюк в составе маршевой роты прибыла на станцию Сарепта Приволжской железной дороги на завод «Судоверфь» для получения танка. Ей достался лёгкий танк «Т-60», на башне которого было выведено «Малютка». «Вот уже в точку попали — малютка в „Малютке“», — шутили танкисты.
Участвовала в Сталинградской битве в составе 56-й танковой бригады. В ходе боевых действий её связной танк под командованием старшего сержанта Николая Козюры подкатывал к командирским машинам, мчался в подразделения, передавая приказы, подвозил ремонтников к подбитым танкам, доставлял боеприпасы и вывозил раненых. 16 ноября 1942 года при выполнении очередного задания спасла жизнь офицерам бригады, вовремя заметив в ночное время суток минное поле по маршруту следования. По воспоминаниям капитана Лепёхина, «когда мне сказали, что танк поведет женщина, я, честно говоря, испугался. Думал, лучше пешком пойду. И как ты могла провести танк? А минное поле? Как ты могла его почувствовать?»
27 декабря 56-я танковая бригада была отведена на переформирование в Сальские степи, а несколько танков, в том числе «Малютка», были переданы в 90-ю танковую бригаду. 17 января участвовала в боях на подступах к Воропоново. Перед боем состоялось партийное собрание, где Е. А. Петлюк была принята в ВКП(б). 31 января 1943 года танковая колонна бригады вошла в Сталинград. В кинохронику Сталинградской битвы попали кадры возле универмага, из подвала которого выходят немецкие генералы, на фоне колонны советских танков, в которой стоял танк с надписью «Малютка» и Е. А. Петлюк.
Всего с декабря 1942 года по январь 1943 года на боевом счету механика-водителя танка Т-60 204-го танкового батальона 90-й танковой бригады старшего сержанта Е. А. Петлюк было 10 боевых выходов, в составе экипажа она уничтожила 10 блиндажей, три автомашины и до 80 солдат и офицеров противника, «показала образцы мужества и героизма, отлично овладела искусством вождения танка в любых условиях боя и местности.» Награждена орденом Красной Звезды (7 февраля 1943).
13 января 1943 года танк Екатерины в составе колонны других советских танков вошёл в Сталинград.
3 февраля 1943 года 90-я танковая бригада была выведена в резерв Ставки ВГК на переформирование, а её танк вместе с экипажем передан в 91-ю танковую бригаду, которая до лета 1943 года находилась на доукомплектовании. В мае 1943 года Е. А. Петлюк была избрана парторгом роты.
Предположительно в начале лета 1943 года Е. А. Петлюк воевала на новом Т-60 «Малютка», который был построен на деньги дошкольников города Омска. 14 — 18 июля 1943 года бригада в составе 3-й гвардейской танковой армии совершила марш в район Старое Батьково и приняла участие в Орловской операции (июль — август 1943 года). К этому времени Е. А. Петлюк пересела уже на танк Т-70 (командир — лейтенант Михаил Колов), а с «Малюткой» пришлось расстаться. На память о «Малютке» Екатерина взяла танковые часы, которые ныне экспонируются в Музее обороны Сталинграда. По некоторым данным, танк «Малютка» дошёл до Берлина.
21 июля 1943 года в бою экипаж Е. А. Петлюк уничтожил противотанковое орудие. На следующий день танк Петлюк был повреждён в ходе немецкого авианалёта, и она заменила тяжело раненого механика-водителя танка в экипаже младшего лейтенанта Петра Федоренко.  К полудню 22 июля танкисты 91-й бригады разгромили противника в Собакино (Залегощенский район Орловской области), а на следующий день овладели Александровкой и Михайловкой. 
В бою 29 июля за переправу в районе Философово механик-водитель лёгкого танка Т-70 345-го танкового батальона 91-й танковой бригады гвардии старший сержант Е. А. Петлюк вела свой танк в атаку и обеспечила успешный исход боя, разрушив один блиндаж и уничтожив в составе экипажа противотанковое орудие, миномёт, два пулемёта и до 30 солдат противника. При этом командир танка и механик-водитель были ранены, но Е. А. Петлюк сумела вывести танк из боя и оказать командиру первую медицинскую помощь. Отказавшись от отправки в госпиталь, осталась в бригаде и, по оценке командования, «показала себя одной из решительных патриоток Социалистической Родины». За этот эпизод была награждена орденом Отечественной войны II степени (14 августа 1943).
Выступала с докладом на армейской конференции механиков-водителей танков. Перед выходом советских войск к Днепру Е. А. Петлюк была переведена в 39-й гвардейский отдельный разведывательный армейский автобронебатальон 3-й гвардейской танковой армии. 20 сентября 1943 года танкисты устремились вперёд, за двое с половиной суток преодолели около 200 километров и вышли к Днепру. 6 ноября был освобождён Киев. В феврале 1944 года Е. А. Петлюк участвовала в боях за крупный железнодорожный узел Шепетовка.
Весной 1944 года направлена в Ульяновское танковое училище, которое Е. А. Петлюк окончила, сдав все выпускные экзамены на «отлично». Она получила звание младшего лейтенанта и была оставлена в училище командиром учебного взвода. Также сказались три полученных в боях ранения: по заключению военно-медицинской комиссии она была признана инвалидом второй группы.

### Послевоенные годы
В 1945 году после окончания войны вышла в отставку, переехала в Одессу. Работала инструктором военного обучения в Ленинском районе Одессы, затем была избрана депутатом райсовета. Заочно окончила юридический факультет университета и с 1948 года работала заведующей бюро ЗАГСа Ленинского района. Вышла замуж, родила сына.
Активно участвовала в общественной жизни и в воспитании молодёжи. Фронтовичка-танкист проводила уроки мужества и патриотизма, увлечённо рассказывала в школах и вузах, в музеях и на праздничных встречах о подвигах однополчан, вспоминала боевых друзей и свою «Малютку». Будучи парторгом роты во время войны, она и в мирные годы оставалась убеждённым пропагандистом и агитатором.
В 1975 году школьник из клуба «Искатель» омского Дворца пионеров Володя Яшин в старой подшивке «Омской правды» обнаружил письмо Ады Занегиной от 25 февраля 1943 года, которое положило начало сбору средств на постройку танка «Малютка». 19 мая того же года в Омске впервые встретились Ада Александровна Занегина и Екатерина Алексеевна Петлюк. «Мы обнялись и долго держали друг друга в объятиях, стараясь скрыть от людей наши слёзы, — вспоминала эту сцену Екатерина Алексеевна. — Это было несказанно трогательно и так неожиданно и удивительно для нас обеих…» Вместе они посетили Смоленск, родину Адели Александровны Ученики омской школы вручили женщинам подарки: Екатерине Алексеевне — макет танка «Малютка», Адели Александровне — куклу, о которой она мечтала в детстве и на покупку которой копила деньги.
Когда история постройки танка получила широкую известность, пионерская организация Смоленской области под лозунгом «Наш фронт — на хлебном поле!» выступила с инициативой сбора металлолома, макулатуры, лекарственных трав для постройки трактора «Малютка». К призыву присоединились пионерские организации Омской, Харьковской и других областей; в результате за 7 лет кампании по сбору средств (1979—1986 гг.) на Минском тракторном заводе было построено в общей сложности 140 тракторов МТЗ-80, получивших имя «Малютка».

Я никогда не забуду сегодняшний день. Я ещё раз глубоко почувствовала: не зря сражались мы за каждую пядь земли, не зря поливали её своей кровью. Мы посеяли добрые семена, и сейчас всходы радуют наш глаз. Сегодня над нами мирное небо и дети собирают металлолом на трактора.— Е. А. Петлюк.
Умерла в 1998 году в Одессе.

## Память
В ноябре 2013 года в Волгограде во время проведения военно-исторической реконструкции «Уличные бои в Сталинграде» был показан эпизод с участием восстановленного танка Т-60, которому во время действа было присвоено легендарное имя «Малютка». Саму Екатерину Петлюк сыграла волгоградский реконструктор Ирина Куликова (ВИК «Пехотинец»).

## Награды
Советские государственные награды:
- Орден Отечественной войны I степени (6 апреля 1985[1])
- Орден Отечественной войны II степени (14 августа 1943[25])
- Орден Красной Звезды (7 февраля 1943[2]
- 12 медалей, в том числе:
  - медаль «За оборону Сталинграда»[17]
- Нагрудный знак «Парашютист»[прим. 3].

## Оценки и мнения
Маршал Советского Союза И. И. Якубовский, бывший командир 91-й танковой бригады:

Среди отличившихся в боях под Собакино, а их было немало, я вновь хочу назвать механика-водителя танка Екатерину Петлюк. Дело в том, что мужество мужчины — это, так сказать, явление вроде бы обычное. Мужчинам, как говорят, положено быть такими. Но когда ты видишь, что в ряду мужественных никому ни слова упрека не позволяет своим поведением сказать женщина, работающая на «мужской профессии», то это вдвойне, а вообще-то трудно измерить, во сколько крат, возвышает героизм человека. О нём говорят, что это — мужество особого порядка. Им, безусловно, обладала участница Сталинградской битвы Екатерина Петлюк, которая после войны, будучи занята самой мирной профессией, вручала в Одессе самым счастливым людям на свете — молодоженам путевки в большую и радостную жизнь. А тогда, в июле сорок третьего, я видел её боевую машину в атаке.

Бывший члена Военного совета 3-й гвардейской танковой армии С. И. Мельников:

Успех танковой атаки во многом зависит от мастерства механиков-водителей. Регулируя скорость, меняя направление движения, мгновенно останавливая машину или рванув её с места вперёд, они помогают командиру танка навести орудие точно на цель или уводят танк из-под огня противника. Таким механиком-водителем в бригаде Якубовского была Катя Петлюк. Участница Сталинградской битвы, она постоянно совершенствовала боевое мастерство; и в Орловской операции, особенно в бою под Собакино, механик-водитель танка «Т-70» Екатерина Алексеевна Петлюк показала себя зрелым воином и бесстрашным человеком.

Е. А. Петлюк:

Т-60 мне понравился, только действительно был маленьким. «Ничего, — успокоила себя я. — Маленький, да удаленький. Повоюем, дружище!» Я нашла банку с белой краской и на башне вывела: «Малютка». Танкисты подтрунивали: «Смотри, на других башнях какие имена: „Грозный“, „Орёл“, „Смелый“! А у тебя — „Малютка“, несерьёзно. Ну, ничего, под стать тебе…»

### Комментарии
1. ↑  ныне Кодымского района Одесской области, Украина
2. ↑  В более поздних источниках утверждается, что надпись сделала сама Екатерина, см. Яковлева, 2013; Дёмочкина, 2014.
3. ↑  См. фото